# Кевін Маккарті (політик)
Кевін Овен Маккарті (англ. Kevin Owen McCarthy; нар. 26 січня 1965, Бейкерсфілд, Каліфорнія) — американський політик-республіканець, член Палати представників США від штату Каліфорнія з 2007 до 2023 року. Спікер Палати представників з 7 січня до 3 жовтня 2023 року. 1 серпня 2014 року Маккарті став лідером Республіканської більшості в Палаті.
Навчався в Коледжі Бейкерсфілда з 1984 по 1985. Потім продовжив навчання в Університеті штату Каліфорнія. Отримав ступінь бакалавра 1989 року й ступінь магістра ділового адміністрування 1994 року. Маккарті очолював об'єднання Молодих республіканців Каліфорнії і Національну федерацію молодих республіканців, був членом Законодавчих зборів Каліфорнії з 2002 до 2007 року.